# Rueben Randle
Rueben Jacob Randle (Bastrop, 7 maggio 1991) è un giocatore di football americano statunitense che gioca nel ruolo di wide receiver per i Chicago Bears della National Football League (NFL). Fu scelto nel corso del secondo giro (63º assoluto) del Draft NFL 2012 dai New York Giants. Al college ha giocato a football a Louisiana State.

## Carriera professionistica

### New York Giants
Considerato uno dei migliori prospetti disponibili nel Draft 2012, il 27 aprile 2012, Randle fu scelto nel corso del secondo giro dai New York Giants. Alla fine di maggio, il giocatore firmò un contratto quadriennale con la franchigia.

#### 2012
Randle debuttò come professionista nella settimana 1 contro i Dallas Cowboys. Nella vittoria della settimana 5 contro i Cleveland Browns, Ruben guidò per la prima volta la squadra con 6 ricezioni per 82 yard. Nella settimana 8,  nella vittoria in casa dei Cowboys, Rueben guidò ancora i ricevitori della squadra con 68 yard guadagnate.
Nell'ultimo turno di campionato, Randle ricevette 58 yard e segnò due touchdown nella inutile vittoria sui Philadelphia Eagles, coi Giants che rimasero fuori dai playoff. La sua stagione da rookie si concluse disputando tutte le 16 partite, una delle quali come titolare, con 19 ricezioni, 298 yard ricevute e 3 touchdown.

#### 2013
Nella settimana 1 i Giants persero contro i Cowboys all'AT&T Stadium con Randle che ricevette 5 passaggi per 101 yard. I primi due touchdown li segnò nella settimana 5 contro i Philadelphia Eagles e un altro il giovedì seguente contro i Chicago Bears. Nel Monday Night Football della settimana 7 contro i Vikings, i Giants vinsero la loro prima gara in stagione e Randle segnò il suo quarto TD. Un altro lo segnò nella settimana 10 a ancora nella settimana 11, nella quarta vittoria consecutiva dei Giants.

#### 2014
Nella stagione 2014, Randle si classificò al secondo posto dei Giants sia in ricezioni (71) che in yard ricevute (938), dietro in entrambi i casi a Odell Beckham, segnando tre touchdown su ricezione, disputando tutte le 16 partite, di cui 13 come titolare.

#### 2015
Nel terzo turno, Randle guidò i Giants con 7 ricezioni per 116 yard e un touchdown alla prima vittoria stagionale contro i Redskins. Per il secondo anno consecutivo giunse al secondo posto della squadra in yard ricevute (797) e TD su ricezione (8), ancora dietro a Beckham.